# Janowice Wielkie
Janowice Wielkie (Jannowitz fino al 1945) è un comune rurale polacco del distretto di Jelenia Góra, nel voivodato della Bassa Slesia.
Ricopre una superficie di 58,09 km² e nel 2004 contava 4 080 abitanti.